# のるるん
のるるんは、2012年に東急電鉄の鉄道線の広報活動の一環として作成されたキャラクター。同社の主力車両として運用されている5000系をモチーフにして、アートディレクターの池澤樹がデザインした。
2012年8月に公開された当初は名前が決まっておらず、公募により11月に「のるるん」という名前に決定した。

## 名前の由来
「東急線に乗る楽しさ、ルンルン気分を表現した。お出かけ中の楽しい気分をもっと『ルン♪』に。見た人の気持ちを楽しくするようなキャラであるように。 明るい気持ちで電車に乗れるような、親しみやすい響きの名前にした。」との事である。

## キャラクター誕生
2012年、東急東横線と東京メトロ副都心線の直通運転開始をPRするために登場。東急バスのマスコットキャラクター「ノッテちゃん」のデザインも手がけた池澤樹がキャラクターデザインを担当した。なお、「ノッテちゃん」とはいとこにあたる、という設定である。
その後、愛称を一ヶ月間に渡りインターネットを通じて一般募集。6,206件の応募があり、5名が提案した「のるるん」が選出された。
また、のるるんは着ぐるみも制作され2015年11月現在東急バスのマスコットキャラクター「ノッテちゃん」と一緒に東急グループ関連のイベントに出没している。

## 「のるるん」モニュメント
2013年3月16日より東急東横線と東京メトロ副都心線との相互直通運転が開始されるまでのカウントダウンモニュメントとして「のるるん」のモニュメントが制作され、東横線渋谷駅の正面口改札内に2012年8月28日より設置、2013年3月14日まで公開された。
「のるるん」モニュメントは大きな口の中が空洞になっており、裏側から“体内”に潜り込んで記念撮影ができた。

## 関連商品
渋谷ヒカリエの商業施設「ShinQs」内の店舗で、「のるるん」をモチーフにした限定商品が発売された。
地下2階のデコレーションクッキー店「ベリーデコ」では、「のるるん」や「Thank you」の文字などを描いたデコクッキー「のるるん ラッキーポット」を、同階「京都千疋屋」では、竹炭パウダーを使ったスポンジで電車の車体を表現し「のるるん」の菓子をあしらう「ガトーのるるん」をそれぞれ販売。5階の染物商品「anbo」では「のるるん」をモチーフにした手拭いを扱っている。